# Denis Krašković
Denis Krašković (Zagreb, 23. ožujka 1972.), hrvatski umjetnik. 
Godine 1994. diplomirao je na Akademiji likovnih umjetnosti u Zagrebu na kiparskom odjelu u klasi profesora Stanka Jančića. Od 1996. do 2007. godine radi kao profesor na Školi za primijenjenu umjetnost i dizajn u Zagrebu na kiparskom odjelu, a od 2007. radi kao izvandredni profesor na Umjetničkoj akademiji Osijek na Likovnom odsjeku gdje predaje Kiparstvo. 2000. godine osvojio je Grand prix Salona mladih u Zagrebu za animirani film "Kako su prokleti iz pakla spasili gangstera Ronalda Reagana". Izlagao je na brojnim izložbama i autor je više javnih skulptura od kojih je najpoznatija "Kit" na jezeru Jarun u Zagrebu. Bavi se također vrlo uspješno slikarstvom, stripom, videom i animacijom. Potpisnik je Deklaracije o zajedničkom jeziku, u kojoj se tvrdi da se u Hrvatskoj, Bosni i Hercegovini, Srbiji i Crnoj Gori govore nacionalne standardne varijante zajedničkog policentričnog standardnog jezika.

## Vanjske poveznice
- http://deniskraskovic.com/
- Galerija Rigo  Arhivirana inačica izvorne stranice od 9. veljače 2006. (Wayback Machine)
- Više o Kraškovićevu radu